# J-16 (航空機)
J-16
殲撃-16
- 用途：多用途戦闘機、戦闘爆撃機
- 製造者：瀋陽飛機工業集団
- 運用者： 中国
- 初飛行：2011年10月17日
- 生産数：350機（2024年）
- 生産開始：2012年
- 運用開始：2015年
- 運用状況：現役
- 原型機：Su-30MK2

J-16（殲撃十六型、Jian-16、歼-16）は中華人民共和国の航空機メーカー、瀋陽飛機工業集団が開発した戦闘爆撃機である。2014年1月の時点で、25機（内1機は試作機）が製造され中国海軍で運用されている。2014年4月からは中国空軍でも受領され運用が開始された。

## 概要

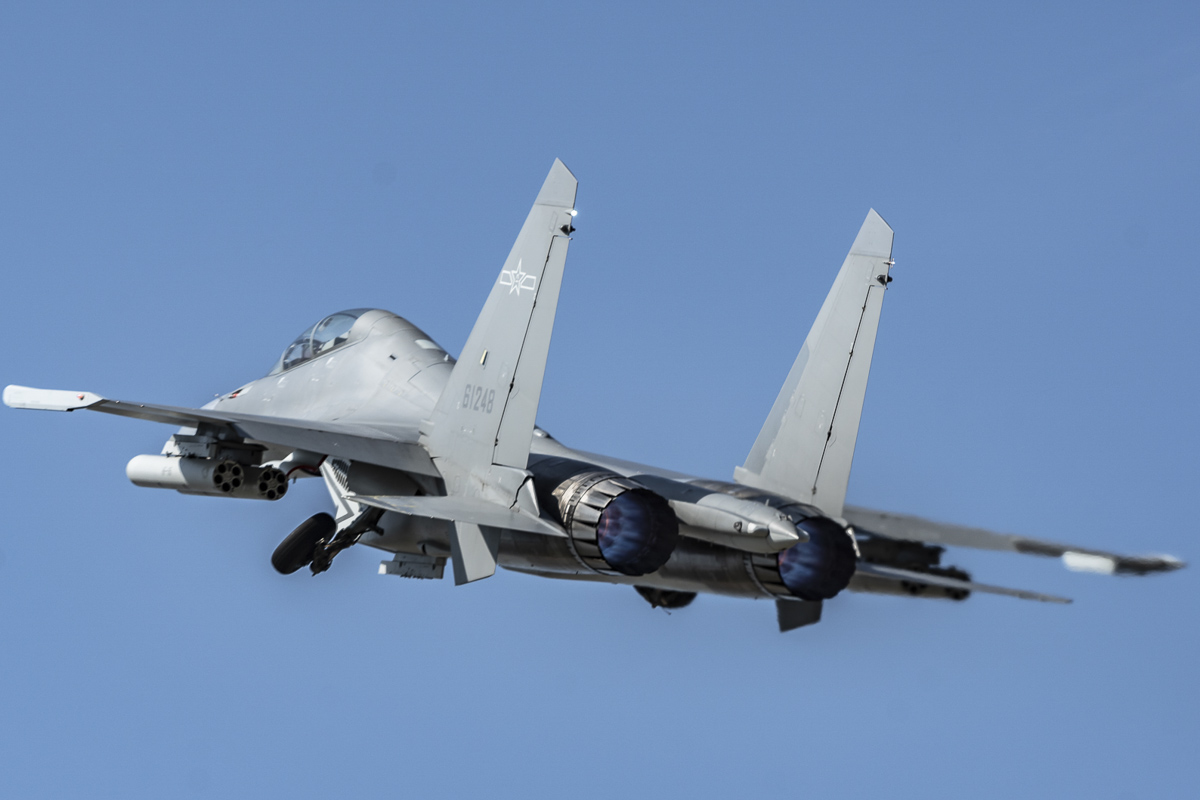
WS-10Bエンジンを搭載したJ-16

J-16はJ-11B（Su-27SKを元に独自に改良したもの）の複座型であるJ-11BSをベースにSu-30MK2と同仕様に改修して開発された機体で航続距離が伸ばされアビオニクスが強化されている。中国メディアの報道によると、中国は2000年に売却されたロシアのSu-30MKKの影響を受け、J-16戦闘機を開発したとされる。J-16は2012年2月ごろから中国のネット上に公開され始めた。
J-16の外見はJ-11BSおよびJ-15とほとんど変わりがないが、垂直尾翼がわずかに違うほか、空中給油装置が追加され、PL-8の運用能力を持つ。
J-16はJ-15やJ-11Bと同様に中国が自国開発した技術を投入されて機能が強化されており、1760型アクティブフェーズドアレイレーダー（J-11、J-15と同じ607研究所が開発）の搭載、電波吸収体と複合材の使用範囲拡大、搭載能力強化のための機体構造強化、ミサイル警報装置、ECM装置のアップデート、WS-10Aエンジン、新型電子機器の搭載など様々なアップグレードが行われている。また、YJ-91などの空対艦ミサイルの運用も可能である。
2015年12月18日には電子戦型が初飛行した。この電子戦型は翼端の短距離ミサイルランチャーに代わり電子戦ポッドが装備されており、IRSTや機銃が除去されている。

## 派生型
J-16
基本の複座型。多用途戦闘機、戦闘爆撃機

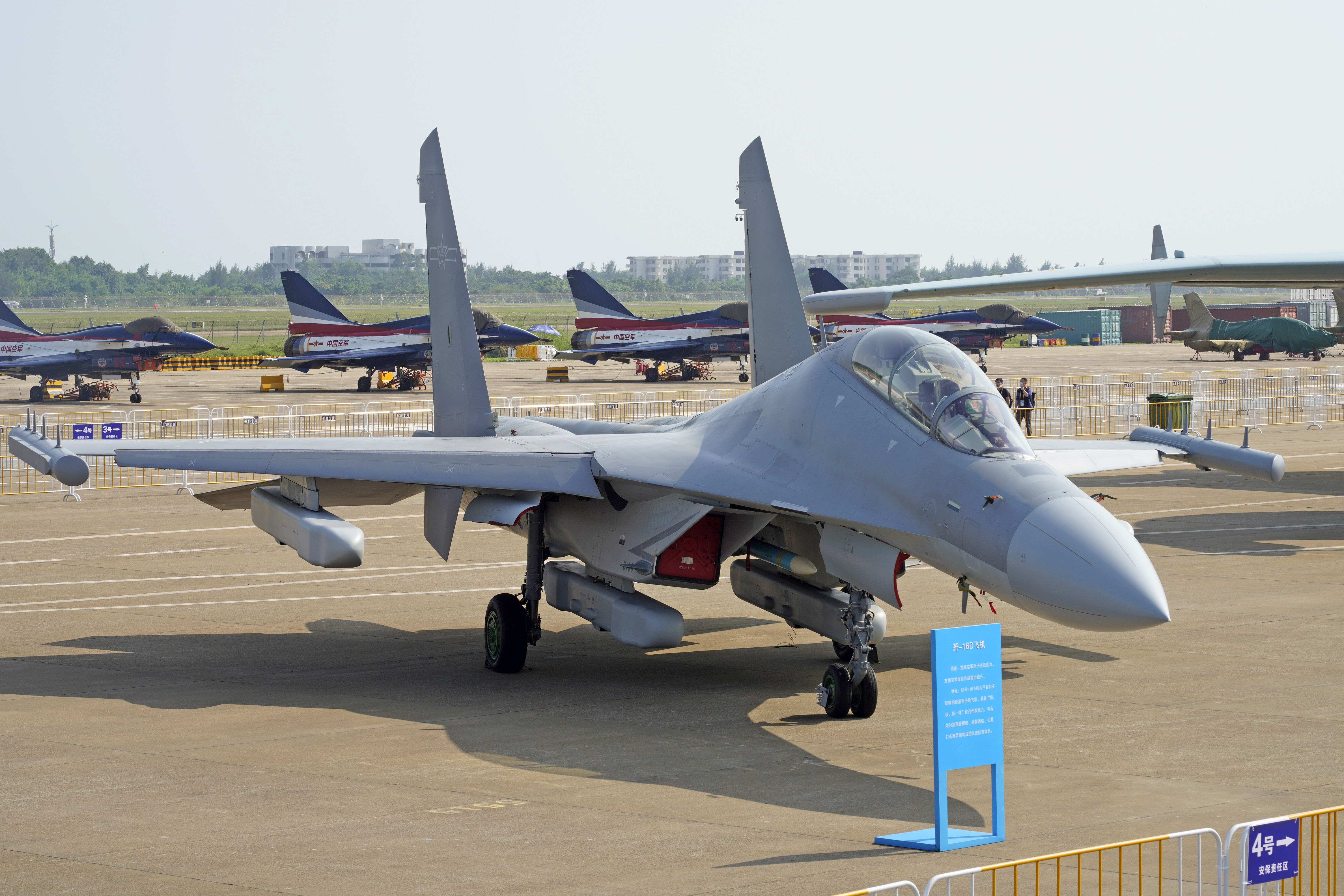
J-16D
電子戦型。翼端の短距離ミサイルランチャーに代わり電子戦ポッドが装備されており、IRSTや機銃が除去されている。

## 仕様
諸元
- 乗員: 2
- 全長: 21.9 m （72 ft）
- 全高: 6.36 m （20.85 ft）
- 翼幅: 14.7 m（48.25 ft）
- 翼面積: 62.04 m2 （667.80 ft2）
- 空虚重量: 17,700 kg （38,600 lb）
- 運用時重量: 26,000 kg （58,000 lb）
- 最大離陸重量: 35,000 kg （77,000 lb）
- 動力: WS-10B ターボファン
  - ドライ推力: 89.17 kN （20,000 lbf） × 2
  - アフターバーナー使用時推力: 132 kN （29,700 lbf） × 2

性能
- 最大速度: マッハ 2.0
- 航続距離: 3900 km （2400 mi）
- 実用上昇限度: 17,300 m （56,800 ft）
- 上昇率: 305 m/s
- *作戦行動半径:1500 km

### 武装
固定武装 GSh-30-1 30 mm機関砲（150発） × 1
ミサイル 

- 空対空ミサイル

- PL-12 × 8PL-15×8PL-21×4
- PL-8 × 4PL-10×4

- 対艦ミサイル

- YJ-91
- YJ-81
- YJ-83
- YJ-12

- 対レーダーミサイル

- LD-10

爆弾 

- GPS誘導爆弾

- FT-1/-3
- LS-6

- レーザー誘導爆弾

- FT-2
- LT-2

## 関連
関連する機体
- Su-30MKK（英語版）
- J-11B
- 第4.5世代ジェット戦闘機

似た機体
- F-15E ストライクイーグル
- F-15EX イーグルII
- ユーロファイター タイフーン
- ラファール
- F/A-18E/F スーパーホーネット